# Cleomenes takiguchii
Cleomenes takiguchii là một loài bọ cánh cứng trong họ Cerambycidae.